# أنجيلا هال
أنجيلا هال (بالإنجليزية: Angela Hall)‏ (8 أكتوبر 1958 بنيوزيلندا - ) هي لاعبة كرة قدم نيوزلندية في مركز حراسة المرمى. شاركت مع منتخب نيوزيلندا الوطني لكرة القدم للنساء.